# David Max Benoliel
 (juin 2020).
Si vous disposez d'ouvrages ou d'articles de référence ou si vous connaissez des sites web de qualité traitant du thème abordé ici, merci de compléter l'article en donnant les références utiles à sa vérifiabilité et en les liant à la section « Notes et références ».
Pour les articles homonymes, voir Benoliel.
David Max Benoliel , né le 5 février 1934 à Casablanca au Maroc et mort le 3 janvier 2025 à Gleizé, est un avocat et écrivain franco-britannique.  

## Biographie
Son père est un Juif de Gibraltar et sa mère une catholique espagnole. Il naît citoyen britannique au Maroc, sous protectorat français et obtient une licence de droit, en 1956, à Casablanca. Inscrit au barreau de Marrakech, il s'installe à Agadir où il survit au séisme du 29 février 1960. La marocanisation totale du système judiciaire l'amène à s'installer en France en 1965. N'étant pas de nationalité française, l'accès aux barreaux français lui est interdit. Il obtient la nationalité française en 1971 et s'inscrit au barreau d'Aix-en-Provence en juin 1973. Il jouit de la double nationalité franco-britannique. Avocat honoraire depuis 2001, il est installé avec son épouse sur la côte atlantique depuis 2004 . 
D. M. Benoliel écrit depuis sa jeunesse de manière discontinue : récits courts, nouvelles. Vers la fin des années 1990, veille de son départ à la retraite, il achève son premier roman Un mariage de raison. Le ton de celui-ci, mélange de distanciation et d'humour, récit alerte et sentimental rythmé comme un récit d'aventures, se retrouvera dans plusieurs de ses ouvrages. Il sera publié en 2012 sous le titre Jusqu'à ce que l'amour nous sépare[réf. nécessaire].
Avec Le Voyage d'hiver en 2010 commence sa collaboration avec les Editions Ex Aequo dirigées par Mme Laurence Schwalm. Après l'édition de 19 ouvrages, l'éditeur décide unilatéralement de ne plus publier d'autre ouvrage de cet auteur. Le motif invoqué était la baisse des ventes de  ces ouvrages. Il semble qu'en réalité la cause en soit l'opposition de l'auteur à un projet de l'éditeur tendant à se faire céder  par tous ses écrivains l'exclusivité de leurs droits d'adaptation audiovisuelle[réf. nécessaire].